# 鲁道什·玛尔陶
鲁道什·玛尔陶（匈牙利語：Rudas Márta，1937年2月14日—2017年6月6日），匈牙利女子田径运动员。她曾代表匈牙利参加1960年、1964年和1968年夏季奥林匹克运动会田径比赛，获得一枚银牌。